# Parteluz

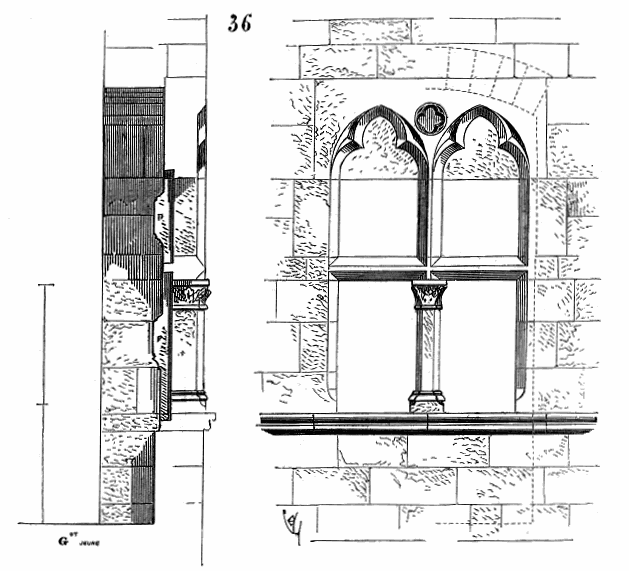
Ventana con mainel.

Parteluz o mainel es un elemento arquitectónico sustentante, en forma de columna o pilar, que se dispone en el centro del vano de un arco, «partiendo» la «luz» de ese vano, es decir, dividiéndolo en dos vanos.
Aunque parteluz y mainel son términos sinónimos, el primero se suele emplear más para puertas y el segundo para ventanas.
Habitualmente se dispone bajo el tímpano en un pórtico o formando parte de un ventanal, en cuyo caso tal ventana recibe el nombre de ajimez.
Si está situado en un pórtico, puede estar adornado con una figura, usualmente de iconografía religiosa.
También se llama mainel a cada uno de los balaustres de una escalera, balcón o balaustrada.

## Galería

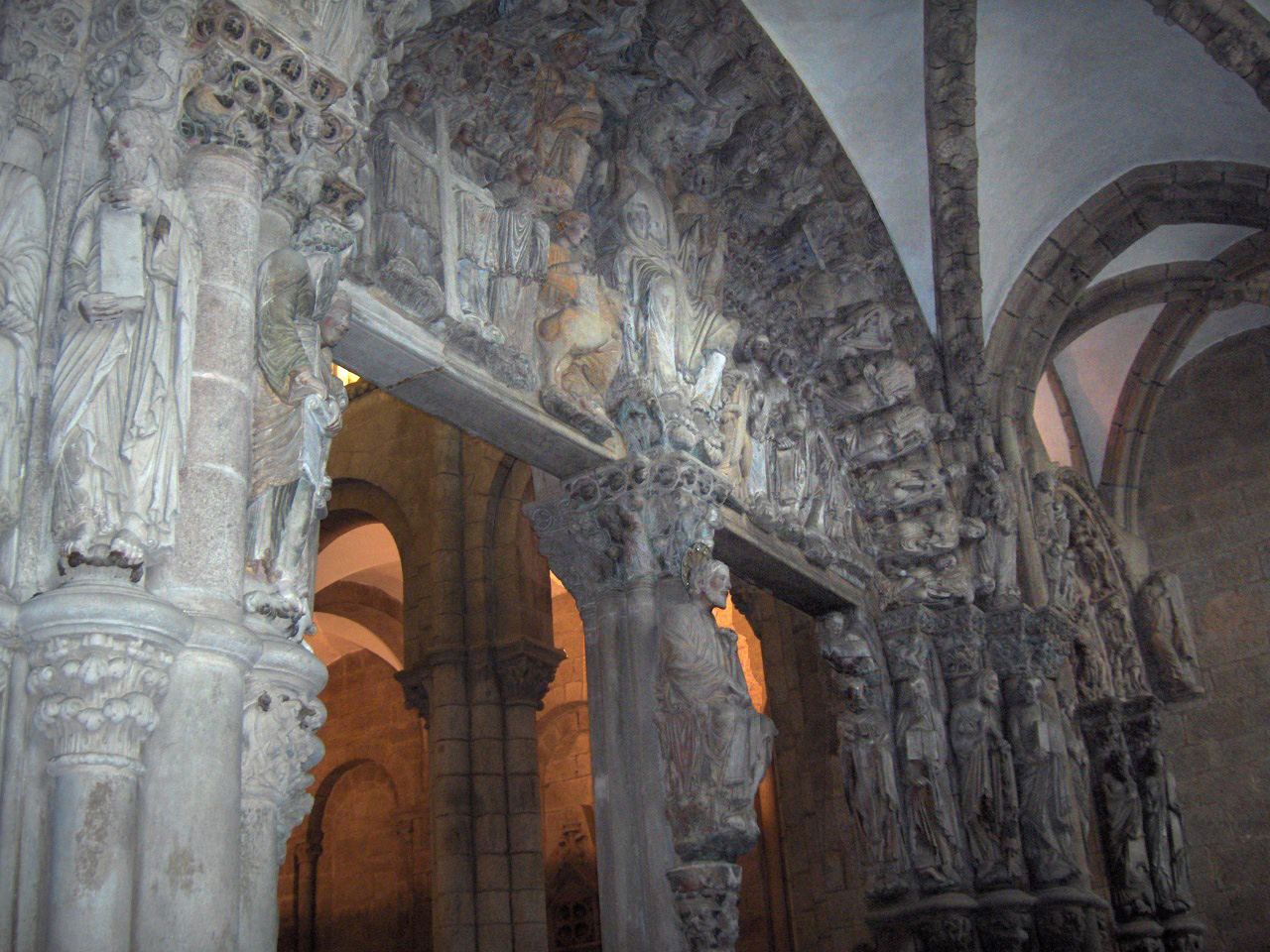
Pórtico de la Gloria, Catedral de Santiago de Compostela. El parteluz incluye la figura de Santiago.
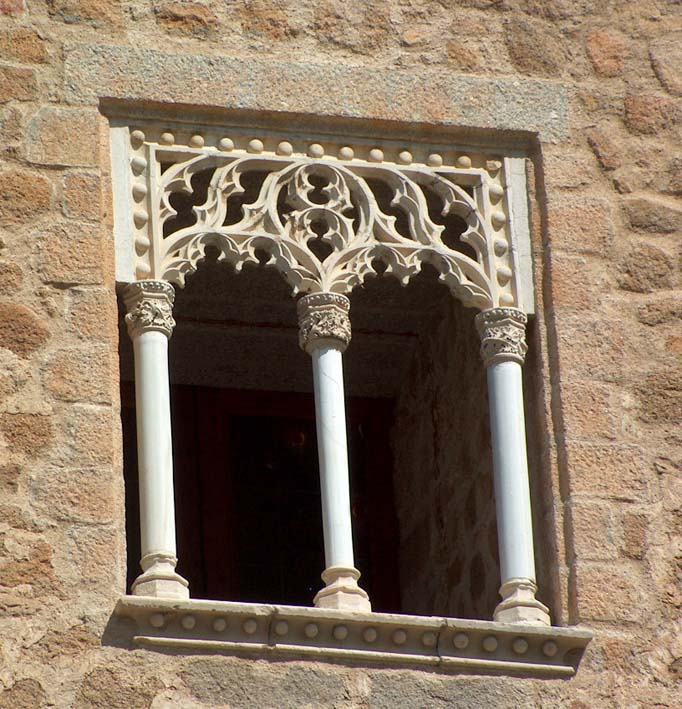
Ajimez gótico. Sujetando la parte central de la compleja tracería, la columna intermedia es el parteluz.
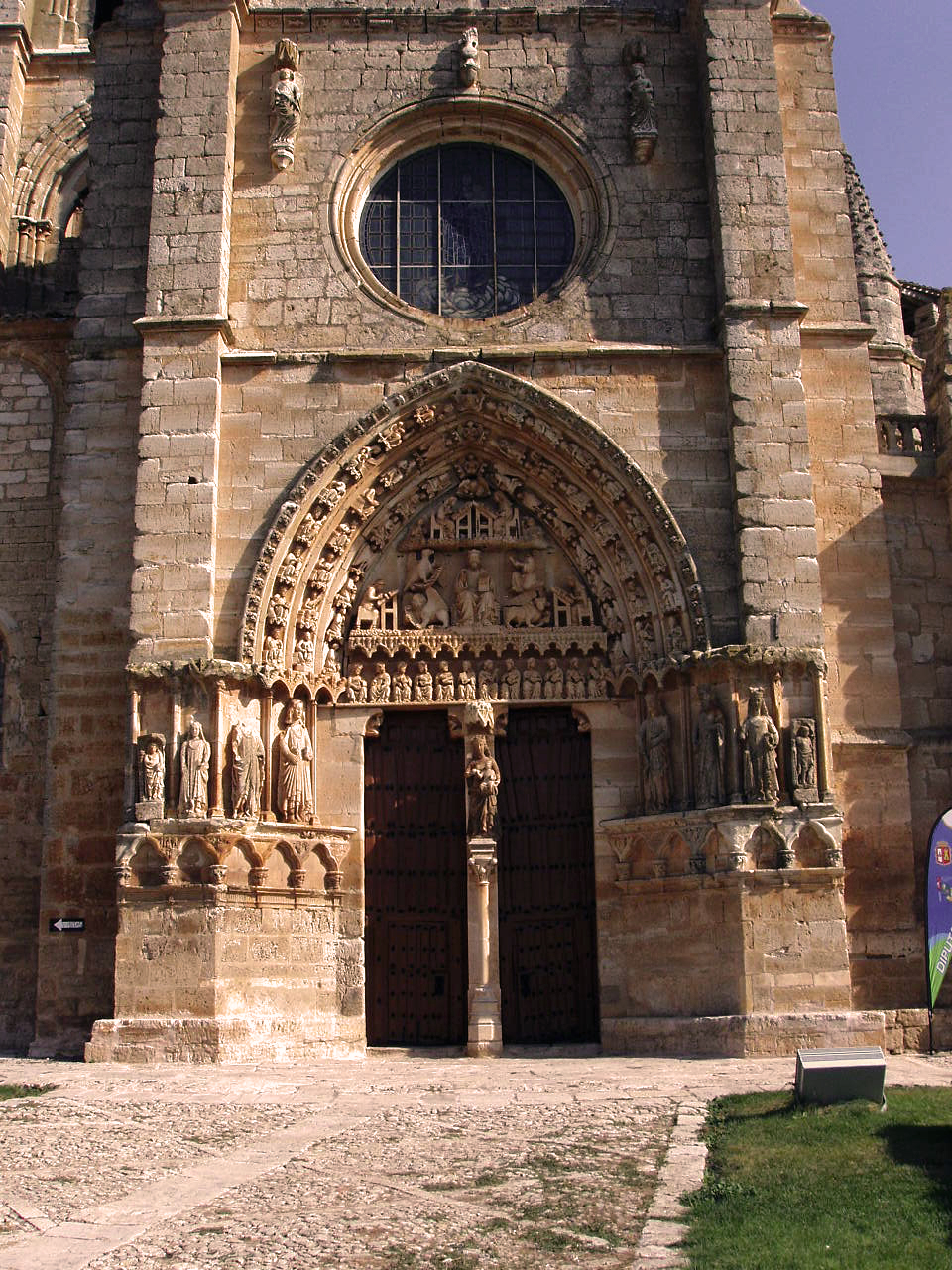
Pórtico de Santa María la Real, Sasamón (Burgos). El parteluz incluye una figura de la Virgen con el niño.
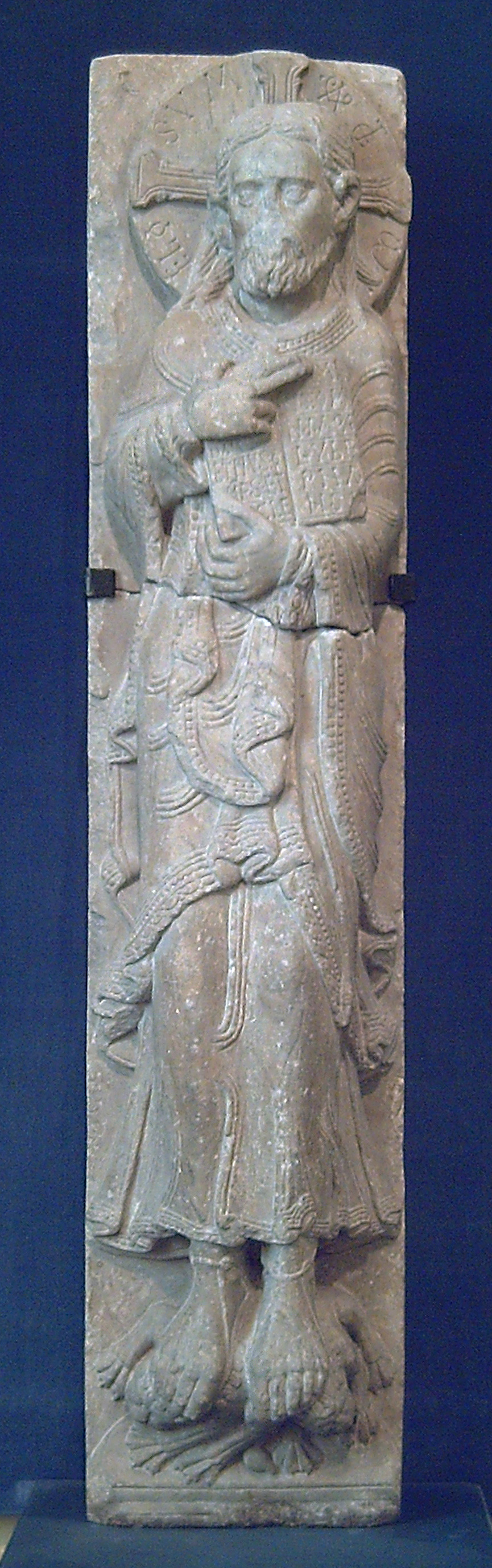
Parteluz románico con Cristo Salvador, procedente de la Iglesia de Santiago de Vigo (siglo XII, M.A.N., Madrid).